# Casa Lis
A Casa Lis é um palacete modernista de Salamanca construído sobre a antiga entrepano da muralha da cidade, onde funciona o Museu de Art Nouveau e Art Déco.

## Contexto histórico
Nas Exposições Universais celebradas em torno do ano 1900 configurou-se uma nova forma de entender a arte e a vida, ao movimento denominou-se «arte nova» com as suas diferentes denominações nacionais. Assim em Portugal e Espanha se denominou como modernismo, na França art nouveau, na Áustria Sezession Vienesa (Secessão de Viena), na Itália Liberty e stile floreale,  e na Alemanha Jugendstil.
Miguel de Lis, industrial do curtido em Salamanca, viajava com frequência pela Europa e teve ocasião de conhecer estas mudanças artísticas. A sua vez, Joaquín de Vargas, arquiteto jerezano estabelecido em Salamanca, conhecia o trabalho dos arquitetos modernistas belgas.
Do interesse de Dom Miguel e da disposição de Joaquín de Vargas, arquiteto que a sua vez desenhou o Mercado Central de Salamanca, começa-se a construir, no final do século XIX, a Casa Lis desde a parte sul até o arremate final, em 1905, da fachada norte.

## O edifício
A fachada norte, o acesso pela rua Gibraltar, é a única mostra de modernismo na cidade de Salamanca. O conjunto, formado por fachada de dois corpos, pátio e grade, é de grande singeleza. A primeira planta e as grades estão decoradas segundo as influências da art nouveau belga enquanto a porta de madeira, num arco baixo, possui motivos florais e aquáticos e realçados em relevo.

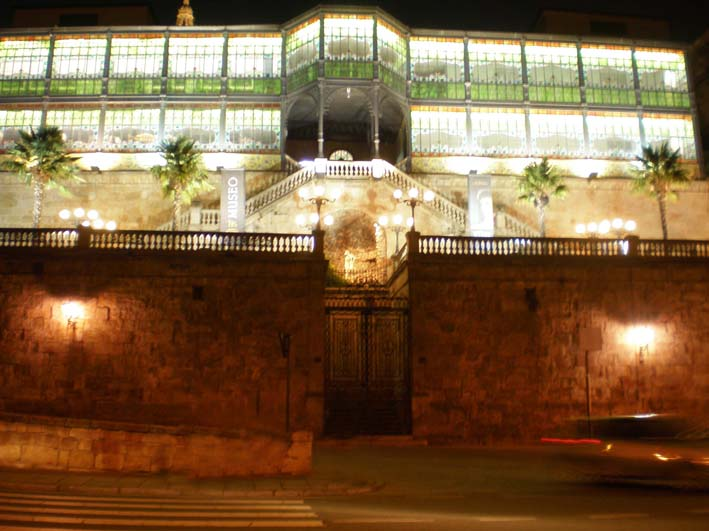
Vista nocturna da fachada sul

A fachada sul, que dá ao rio e recebe luz a maior parte do dia, é uma espetacular combinação de classicismo e modernidade. Acima do muro de pedra situam-se duas galerias de ferro e cristal, no centro uma escada que se bifurca para um grande terraço aberto.
O uso do ferro, material construtivo da época, tanto na fachada sul como no pátio central, com matizes expressivos contribui um desenho inovador que supera à função estrutural. Exemplificado nos calados das enxutas dos arcos do pórtico, nas ferragens dos olhais ou nas finas colunas de fundição da oficina de Moneo.

O pátio central consta de galerias adinteladas apoiadas em colunas de fundição. No andar inferior destaca a decoração modernista dos estucos de portas e frisos corridos. No andar superior da galeria destaca a decoração das ferragens e a representação da flor de lis, em honra ao apelido de seu promotor.

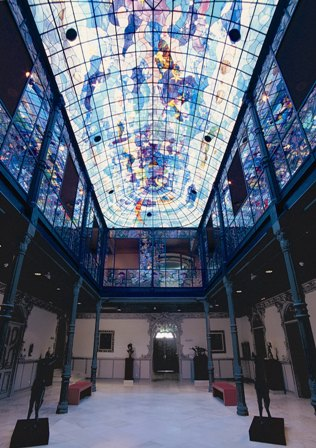
Pátio interior do edifício

Conquanto a concepção inicial do pátio, usado o edifício como moradia familiar, era um pátio aberto, na atualidade este permanece fechado com uma vidreira emplumada realizada pelo artista catalão Juan Villaplana segundo desenho de Manuel Ramos Andrade. Na vidreira prima a utilização de uma ampla faixa de cores com os que se representa o céu, as nuvens, a lua ou as estrelas.
A Casa Lis, hoje, possui outras vidreiras em janelas, nas galerias da fachada sul, ou no lucernário da escada central que dão ao edifício uma riqueza cromática ainda mais atraente e autêntica para sua época. Em definitiva, as vidreiras são hoje um conjunto mais de peças de arte no Museu de Arte Nouveau e Art Déco.
Para chegar a museu, a Casa Lis tem tido muito diversos moradores, tem passado por diferentes inquilinos e donos até que uma vez abandonada e arruinada pôde ser expropriada pelas primeiras prefeituras democráticas a destinando para Casa de Cultura e fazendo os investimentos oportunos para a recuperar e dotar do esplendor atual. Posteriormente, com a cessão por parte de Manuel Ramos Andrade de sua colecção de art déco e art nouveau à cidade, criou-se neste edifício o museu dedicado a estes estilos artísticos.